# (11128) Ostravia
(11128) Ostravia (1996 VP) – planetoida z pasa głównego asteroid okrążająca Słońce w ciągu 3,76 lat w średniej odległości 2,42 j.a. Odkryta 3 listopada 1996 roku.